# Machal
Machal (in ebraico|מח"ל}, anche Mahal) è un acronimo ebraico che significa "volontari da fuori Israele" (מתנדבי חוץ לארץ, Mitnadvei Hutz LaAretz) ed è usato per descrivere gli ebrei e i non ebrei che si arruolarono volontariamente nell'esercito israeliano mantenendo la cittadinanza di origine. Ogni guerra combattuta da Israele vide la presenza di piccoli gruppi di volontari accorsi dall'estero ma, originariamente, il termine Machal si riferisce ai migliaia di volontari che si arruolarono nelle milizie clandestine, durante il Mandato Britannico, e nel neonato esercito israeliano nella guerra del 1948, nota in Israele come guerra di indipendenza.

## Origini e numeri
Il Mahal era costituito soprattutto da veterani della Seconda guerra mondiale provenienti dalle file dell'esercito degli Stati Uniti e della Gran Bretagna.  L'esatto numero di volontari è ancora incerto, ma la maggior parte delle stime sono concordi nel ritenere che sugli oltre 3000 volontari, 1000 uomini partirono dagli Stati Uniti, 250 dal Canada, 700 dal Sudafrica, 600 dalla Gran Bretagna, 250 dai paesi del Nord Africa, 250 dall'America Latina, e ancora da Francia, Belgio, Australia, Congo Belga, ex Rodesia, Finlandia e Russia. Vi furono anche degli italiani, tra i quali il più noto era Arrigo Levi, futuro capo ufficio stampa del Presidente Ciampi. 
Le armate alleate dopo la guerra smobilitarono, congedando la maggioranza dei loro uomini; la loro esperienza fu particolarmente utile agli israeliani e pertanto furono invitati a partecipare alla guerra arabo-israeliana del 1948.
Indispensabili per le neonate forze armate israeliane i rivelarono i piloti del Mahal.  La maggior parte di questi volontari erano ebrei e cristiani filo israeliani. Prima della fondazione dello stato di Israele il movimento Ha'apala, meglio noto come "Aliyah Bet", che aveva il compito di aggirare il blocco navale britannico per sbarcare gli immigrati clandestini, aveva nelle sue file 236 uomini del Mahal, veterani delle marine alleate.
Nella guerra del 1948 ben 119 uomini del Mahal perirono nelle varie battaglie di quel conflitto. Il più alto in grado tra i membri del Mahal era David Marcus, un colonnello americano di fede ebraica, che prima partecipò al conflitto come consulente esterno e poi come Generale (Aluf) dell'esercito israeliano. L'esperienza maturata da Marcus durante il secondo conflitto mondiale si rivelò preziosa per rompere l'assedio giordano di Gerusalemme.

## Aviazione israeliana
Nella guerra di indipendenza il personale del Mahal costituiva un quarto degli aviatori israeliani, al punto che nell'aviazione militare si parlava l'inglese. Poche ore prima del definitivo cessate il fuoco del 7 gennaio 1949 si verificò uno scontro tra quattro aerei britannici, accorsi in soccorso degli egiziani a seguito del sconfinamento israeliano nel Sinai, e due aerei israeliani al termine del quale tre Spitfire inglesi furono abbattuti. Alla guida degli aerei israeliani si trovavano due volontari del Mahal, l'americano "Slick" Goodlin e il canadese John McElroy. Cargo del Mahal trasportarono dall'Europa armi e vettovaglie in Israele e dai paesi arabi migliaia di ebrei che sfuggivano a secoli di umilazioni subite dalla popolazione islamica e a veri e propri pogrom scoppiati in seguito alla nascita di Israele. Durante l'assedio egiziano del Negev i piloti del Mahal trasportarono migliaia di tonnellate di viveri alle comunità assediate; la stessa El Al è stata parzialmente fondata da veterani del Mahal. L'integrazione del personale del Mahal nelle forze armate israeliane non è stato privo di difficoltà, a causa dell'insofferenza alla disciplina da loro mostrata e alla scarsa riverenza da loro mostrata nei confronti dei propri superiori i quali erano alla loro prima esperienza militare.

## Dopo la guerra
Alla fine della guerra del 1948 la maggior parte dei volontari del Mahal tornarono ai propri paesi, ma alcuni, circa 500 su 3000, si stabilirono in Israele; Il villaggio di Kfar Daniel vicino alla città israeliana di Lod  è stato fondato da veterani americani ed inglesi del Mahal. Nel 1988, è stata fondata l'organizzazione non profit  Mahal2000, che provvede a procurare giovani volontari ebrei provenienti dall'estero. Questa organizzazione ha ricevuto il sostegno del World Machal, che rappresenta i veterani del 1948.